# Agustín Gómez Morato
Agustín Gómez Morato (Valencia, 11 de diciembre de 1879-Valencia, 1 de febrero de 1952) fue un militar español, que ocupó diversos puestos militares durante el periodo de la Segunda República. En su carrera militar alcanzó el grado de general de división, perteneciente al arma de Infantería del Ejército de Tierra español.

## Biografía
Ingresa en el ejército el 26 de agosto de 1895, alcanzando el grado de general de división en 1928. Desde el 13 de marzo de 1931, presidió el consejo de guerra contra varios de los implicados en la sublevación de Jaca. Durante la proclamación de la Segunda República en 1931 era gobernador militar de Aragón, teniendo por esas fechas un incidente con el entonces director de la Academia Militar de Zaragoza, Francisco Franco: Gómez Morato le telefoneó y ordenó izar la bandera republicana, pues continuaba la bandera roja y gualda de la monarquía. Franco dijo que solo se podía hacer mediante orden escrita previa, y así continuaría durante unos días más hasta que fue finalmente cambiada. Apoyó desde el principio las profundas reformas que introdujo en el funcionamiento del ejército Manuel Azaña, quien lo nombró jefe del Ejército de Marruecos a principios de 1932. Con residencia en Ceuta, a sus órdenes se encontraban las dos circunscripciones militares del protectorado español en la zona. 
El jefe del Gobierno y ministro de la Guerra, Alejandro Lerroux, sometió a la firma del presidente de la República el Decreto de 15 de febrero de 1935 nombrando a Agustín Gómez jefe de la III División Orgánica con sede en la ciudad de Valencia. Sin embargo, en 1936 estaba otra vez a cargo del Ejército de Marruecos. Para entonces resulta ser el blanco de antipatías entre ciertos círculos militares, ya que se había convertido en el militar que ayudó al nuevamente presidente Azaña para trasladar y situar a militares leales en puestos de importancia. El 17 de julio, hallándose en Larache, se enteró por una llamada telefónica del presidente del gobierno Casares Quiroga que las guarniciones del Ejército de África se habían alzado en armas y acudió a Melilla a hacerse cargo de la situación, siendo detenido por los sublevados en el momento de aterrizar en el aeropuerto melillense. Después de haber hecho encarcelar al titular del puesto, el general Franco, comandante militar de las islas Canarias, se nombró a sí mismo comandante en jefe del Ejército de Marruecos. Mediante un decreto de 23 de diciembre de 1936, los sublevados dispusieron su baja en el ejército.
Arrestado durante toda la contienda, una vez finalizada fue procesado, juzgado en la causa 1/1940 y condenado a doce años de prisión. Algún tiempo después fue puesto en libertad, falleciendo en Valencia el 1 de febrero de 1952. Según algunos historiadores estaba afiliado a la masonería. Tres de sus hijos y su yerno combatieron como oficiales en el Ejército sublevado.